# Kleinanhausen

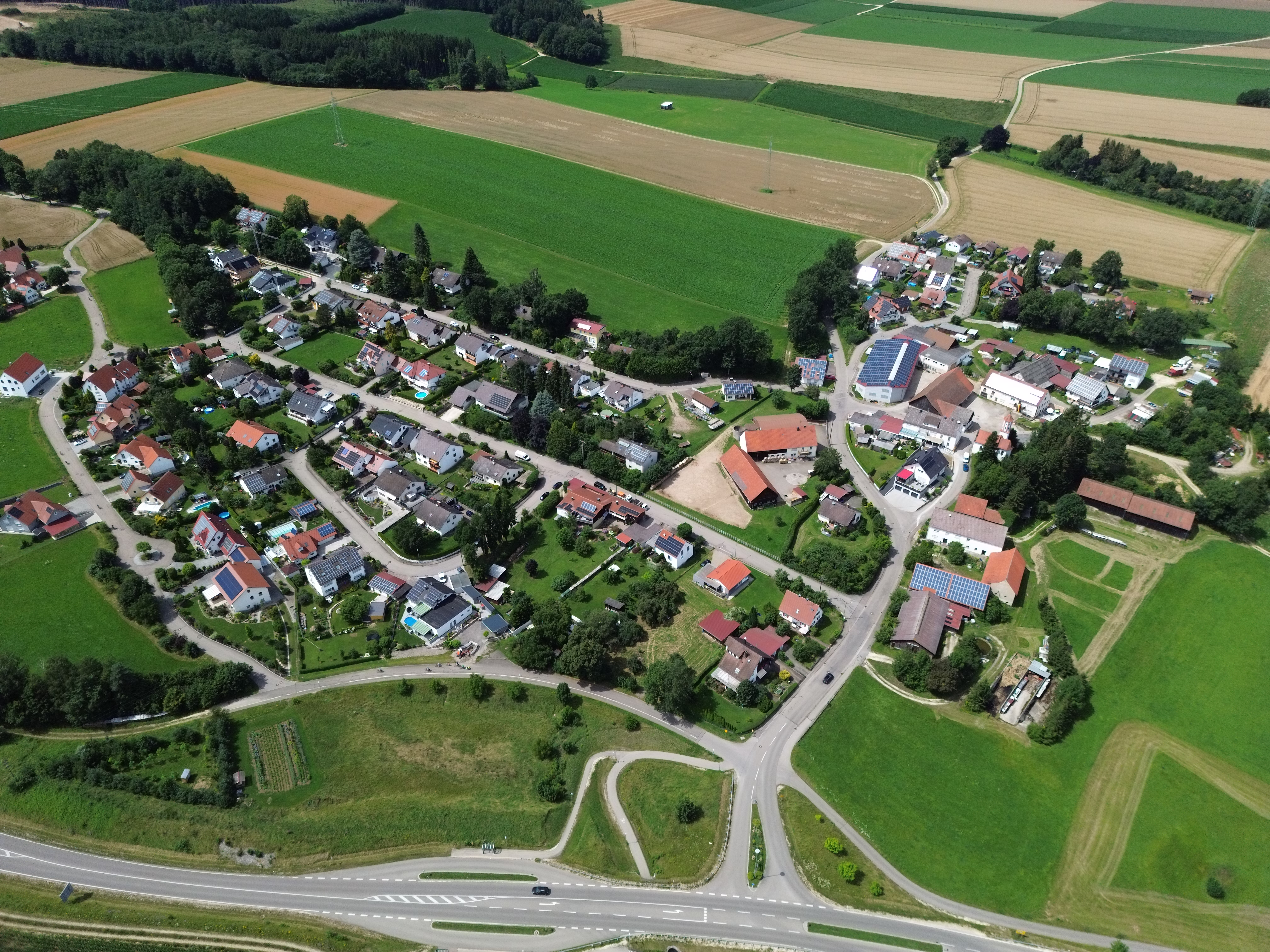
Kleinanhausen von Oben

Kleinanhausen ist ein Ortsteil mit 213 Einwohnern (Stand 1. November 2023) der Stadt Burgau im schwäbischen Landkreis Günzburg (Bayern). Infolge der bayerischen Gebietsreform wurde zum 1. Mai 1978 die zuvor selbstständige Gemeinde Unterknöringen mit Großanhausen (bis 1865 Groß- und Kleinanhausen, am 1. Juli 1970 nach Unterknöringen eingemeindet) zu Burgau eingemeindet.
Das Kirchdorf Kleinanhausen, vier Kilometer westlich von Burgau, ist über die Bundesstraße 10 zu erreichen.

## Sehenswürdigkeiten
Siehe auch: Liste der Baudenkmäler in Kleinanhausen
- Katholische Kirche St. Gangolf, erbaut Ende des 17. Jahrhunderts